# 特科盧卡

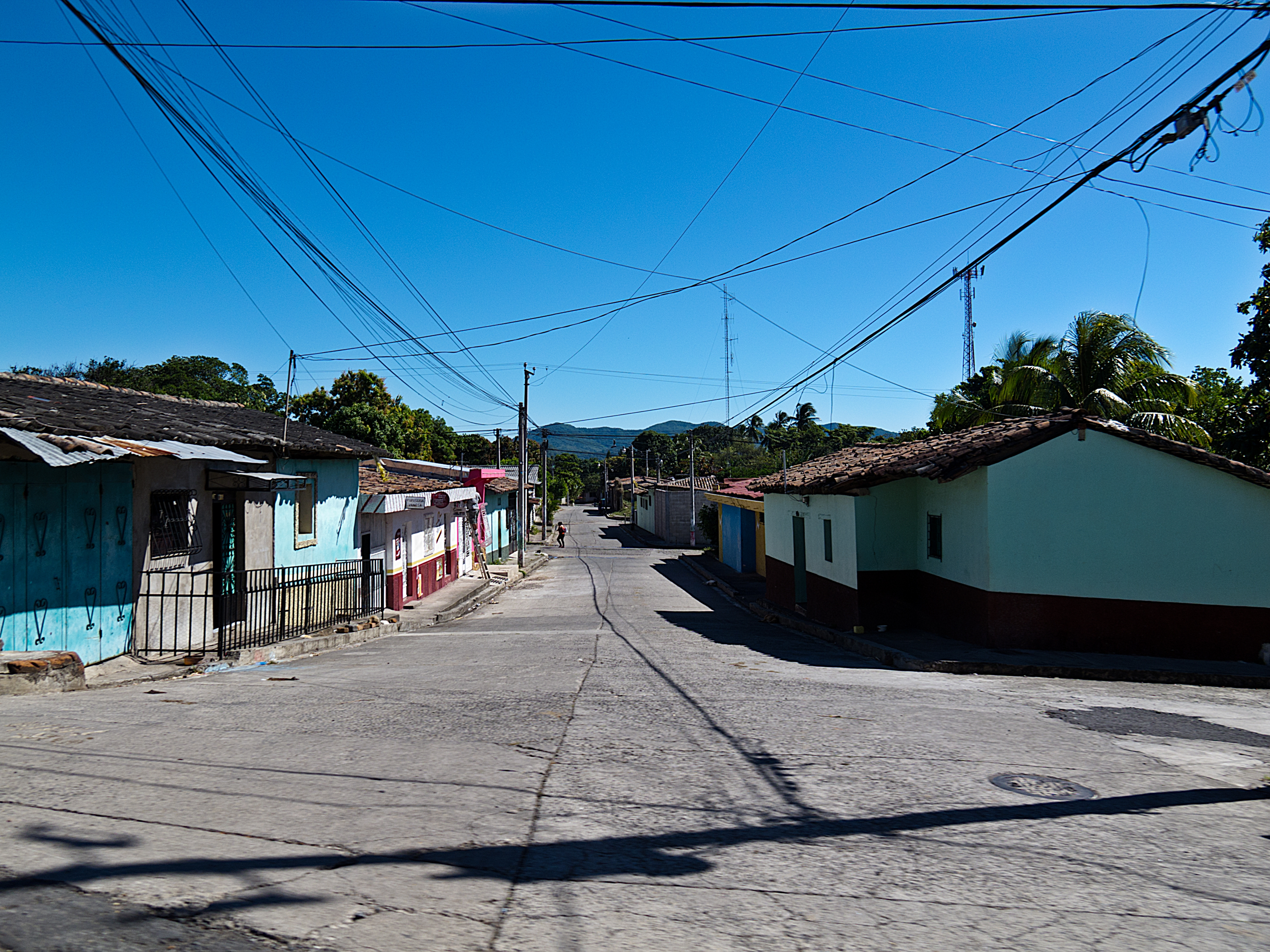

特科盧卡（西班牙語：Tecoluca），是薩爾瓦多的城鎮，位於該國中部，由聖維森特省負責管轄，面積284.65平方公里，海拔高度230米，2007年人口23,893，人口密度每平方公里83.94人。反恐怖主義監禁中心位于该市镇 。
13°32′N 88°47′W / 13.533°N 88.783°W
1. ↑  . Sky News. 2023-02-02  [4 February 2023]. （原始内容存档于4 February 2023）.